# Red Moon (club nazi)
The Red Moon (Luna Roja en español) fue un club nazi formado por árabes palestinos en Haifa, en 1935, en la Palestina Mandataria controlada por los británicos.
Después de que la Federación de la Juventud Árabe en Palestina solicitó a Adolf Hitler que los ayudara a evitar que los judíos obtuvieran tierras adicionales en Palestina, los jóvenes árabes en Haifa formaron el club Red Moon, que fue apoyado financieramente por el régimen de Hitler. Los agentes nazis, en ese momento, habían estado activos en el área, intentando incitar a los árabes contra los judíos.
Fue descrito en el Boletín Diario Judío como «otra manifestación de una intensa actividad antisemita nazi patrocinada por el gobierno de Hitler, y que ha estallado en toda Palestina y el Cercano Oriente».
Antes de la Segunda Guerra Mundial había varios partidos nazis árabes en la región.
En los años 1930, estudiantes árabes palestinos de regresa de Alemania decidieron fuertemente establecer partidos árabes nazis.